# Oplaadpunt

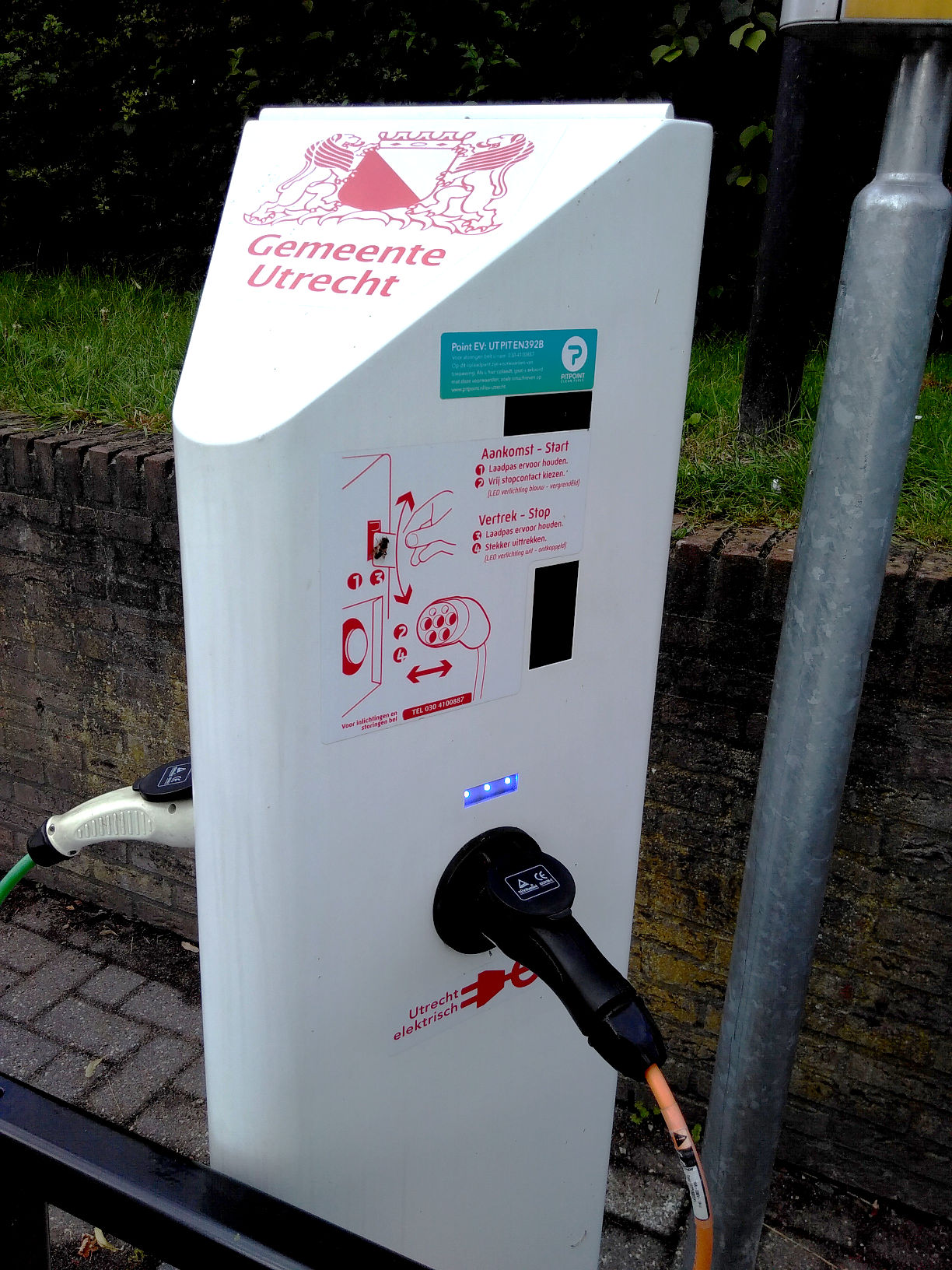
Laadpaal voor elektrische auto's

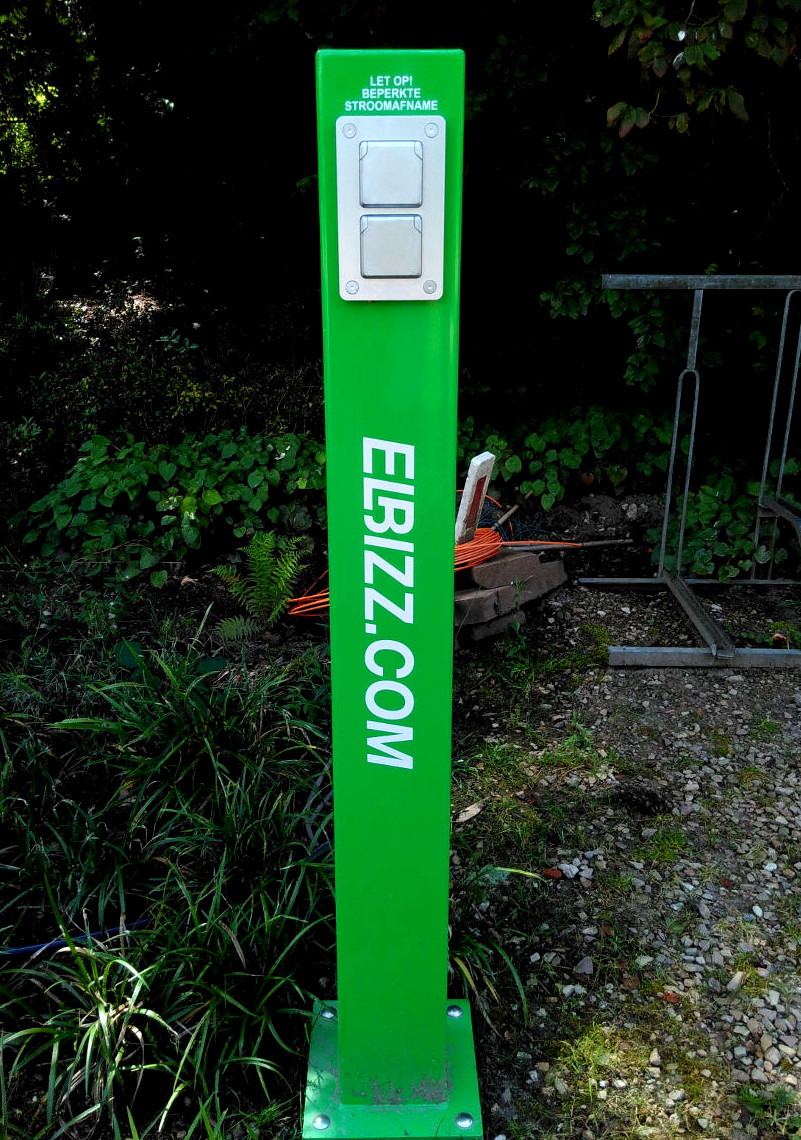
Oplaadpunt voor elektrische fietsen

Een oplaadpunt (ook laadpunt) is een infrastructuurelement dat elektrische energie voorziet om de accu van een elektrisch voertuig zoals een boot, fiets of een auto op te laden. Oplaadpunten kunnen als groep zijn opgenomen in een laadpaal.
Een oplaadpunt bestaat uit een elektrische aansluiting met een stekker om aan het elektrische voertuig te koppelen. Openbare laadpunten werken met een laadpas waarmee je contactloos het laden start, stopt en betaalt. In Nederland zijn begin 2017 circa twaalf laadpasleveranciers.

## Elektrische voertuigen

### Auto
Alle plug-ins of stekkerauto's kunnen of moeten gebruikmaken van oplaadpunten. Oplaadpunten, zoals aan huis, leveren circa 3,3 kW en dat geeft een oplaadtijd van 7 à 8 uur van een elektrische auto. Openbare laadpalen leveren vaak krachtstroom en kunnen dan laden met 11 kW, 22 kW of soms zelfs 44 kW. Bij een openbaar oplaadpunt duurt het opladen ongeveer twee uur, bij een snellaadstation ongeveer een half uur.
Particuliere oplaadpunten voor elektrische auto's treft men veelal thuis en bij kantoorlocaties. Voor openbare oplaadpalen zijn dat parkeerplaatsen langs bijvoorbeeld doorgaande wegen, in parkeergarages en bij winkels. Daarnaast zijn er semi-openbare oplaadpunten voor bezoekers van bedrijven, ziekenhuizen, winkels, hotels, etc..
Als alternatief voor de laadpalen met stekkers werd er al in 2016 geëxperimenteerd met een techniek om de accu's van elektrische auto's draadloos op te laden met een laadplaat in de grond.
Voor auto's is met verkeersborden aangegeven of de bijbehorende parkeerplaatsen wel of niet exclusief voor het laden van elektrische voertuigen bestemd zijn.

### Fiets en scooter
Oplaadpunten voor elektrische fietsen en scooters treft men aan huis, het werk, maar ook zijn er openbare fietstasoplaadpunten. Een fiets wordt opgeladen met een standaard-wandcontactdoos met binnen Europa een 230 volt-aansluiting en een oplader met een aansluiting naar de accu. 

### Boot
In havens zijn in toenemende mate ligplaatsen voorzien van walstroom zodat aangemeerde boten elektriciteit van het vaste net kunnen betrekken,  bijvoorbeeld voor het opladen van elektrische fluisterboten. Op sommige plaatsen worden deze walstroomaansluitingen opgewaardeerd naar krachtstroom waardoor ook elektrische rondvaartboten en hybride cruises opgeladen kunnen worden.

## Laadmethoden
Er zijn verschillende laadmethoden die worden aangeduid met een mode.
- Mode 1 is het onbegrensd laden via een standaard 230 volt-stopcontact. Een dergelijke laadmethode werkt zonder stroombegrenzer en wordt daardoor voor grotere voertuigen nauwelijks toegepast.
- Mode 2 is het laden via een standaard 230 volt-stopcontact maar met gebruik van aan de kabel ingebouwde stroombegrenzer.
- Mode 3 is gedoseerd laden waarbij er communicatie is tussen het oplaadpunt en het voertuig over het juiste vermogen.
- Mode 4 is het laden met gelijkstroom. De omvorming van wisselspanning naar gelijkstroom vindt plaats in het laadpunt zelf. Dit wordt toegepast voor snelladen.

### Typen connectoren

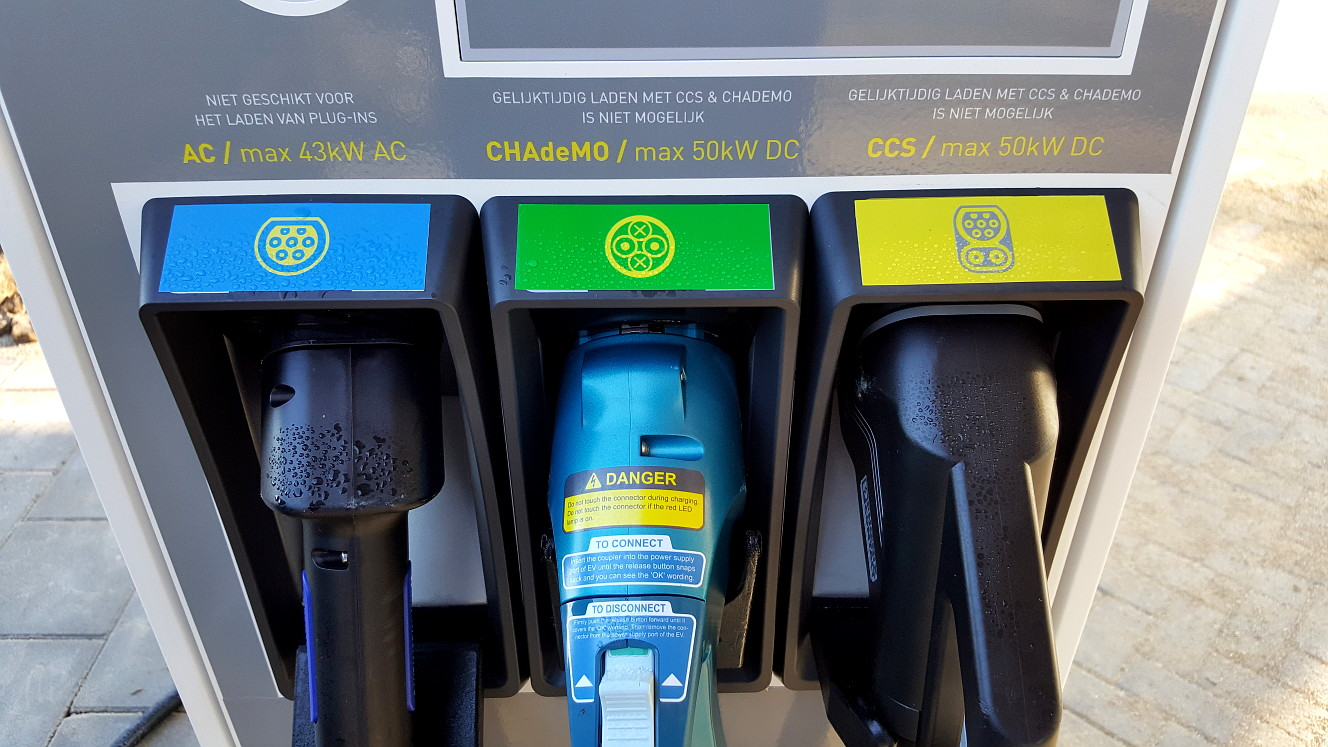
Snellader met 3 plugs:
AC, CHAdeMO en CCS

In Europa wordt vanaf januari 2013 de Mennekes-stekker, ook wel Type 2-connector, als standaard gebruikt.
| Kenmerk  | J1772 Type 1 (Yazaki) | IEC 62196-2 Type 2 (Mennekes) | NACS (Tesla) |
| -------- | --------------------- | ----------------------------- | ------------ |
| Regio's  | /                     | Vlag van Europa               | /            |
| Fase     | enkelfase             | enkelfase / driefasen         | enkelfase    |
| stroom   | 32A                   | 70A (enkelfase) 63A           | 48A          |
| spanning | 230V (AC)             | 230/400V (AC)                 | 240V (AC)    |
| pinnen   | 5                     | 7                             | 5            |
| Schema   |                       |                               |              |

De overige in gebruik genomen stekkers voor snel opladen met gelijkspanning, zoals de CCS-combostekker en CHAdeMO, zijn opgenomen in een tabel op de pagina over snellaadpaal.
In Frankrijk en Italië was vanaf 1999 tot 2013 ook een Type 3-connector (officieel: IEC 62196-2 Type 3) in gebruik voor het opladen van elektrische voertuigen. Deze Type 3 werd in januari 2013 uitgefaseerd.

## Type laadpunten

### Thuislader
Een thuislader is een oplaadpunt voor een enkel voertuig voor thuisgebruik of bij een kantoor. Een thuislader is een klein kastje dat gemonteerd kan worden tegen een muur of aan een paal. De stroom wordt afgenomen van de groepenkast en het maximale vermogen is hierdoor afhankelijk van de daarin toegepaste zekering. Er zijn typen die met een knop en die met een pasje aan- en uitgeschakeld kunnen worden. De vermogens variëren van 3,7 tot 22 kW.

### Openbare laadpaal
Een openbare laadpaal voor auto's is voorzien van een of meerdere stopcontacten en wordt doorgaans geplaatst bij openbare parkeervoorzieningen. In heel Europa zijn ze voorzien van een Mennekes-type-2-contactpunt, in de Verenigde Staten van een Yazaki-contactpunt.
Omdat het vermogen van laadpalen uiteenloopt, rekenen overheden vaak met laadpaalequivalenten of CPE (charge point equivalent), van 1 CPE (3-7 kW) of 2 CPE (11-22 kW), tot maximaal 5 CPE voor sommige snellaadpunten.

### Snellaadpaal
De omvormer om van wisselspanning gelijkstroom te maken in een voertuig is een beperkende factor in het snel kunnen opladen. Oplaadpunten die een installatie hebben om gelijkstroom te leveren kunnen meer vermogen leveren en daardoor een accu sneller opladen. Langs snelwegen zijn snellaadpalen aangelegd, zoals bijvoorbeeld het supercharger netwerk van Tesla Motors en Fastned-stations. Auto's die beschikken over een gelijkstroomaansluiting zijn met een snellaadpaal na ongeveer een half uur opgeladen. In mei 2021 zijn er wereldwijd zo'n 40.000 snelladers van het type CHAdeMO actief in 92 landen.

### Vehicle-to-grid-laadpaal
Een vehicle-to-grid- of V2G-laadpaal kan behalve de accu van het voertuig opladen ook elektriciteit terugleveren aan het elektriciteitsnetwerk. Overdag slaat een V2G-laadpaal lokale zonne-energie op in elektrische deelauto’s, op een geschikt moment wordt het energieoverschot teruggeleverd aan het net.

### Laadplein

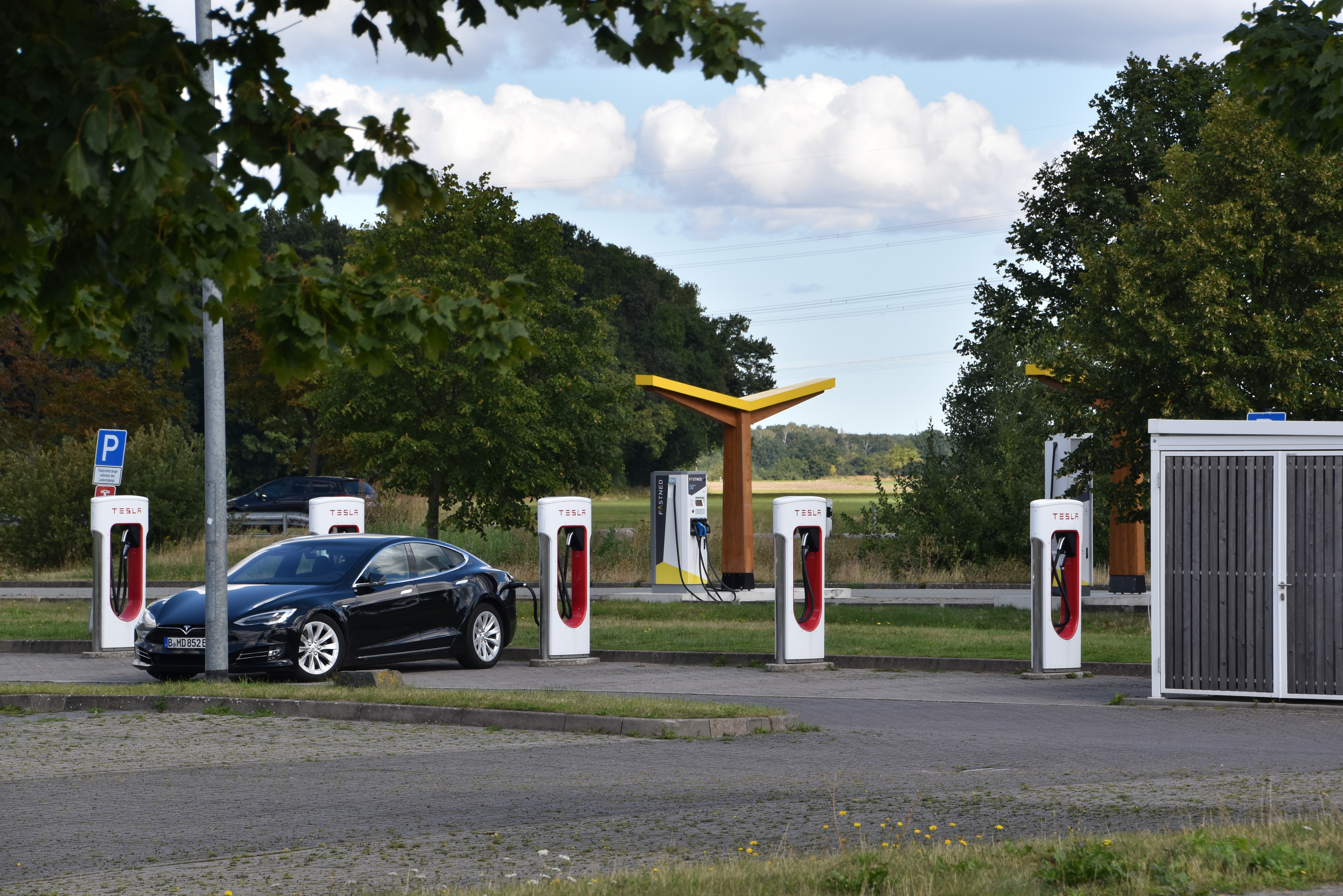
Laadplein in Duitsland

Een laadplein is een concentratie van een groot aantal laadpalen op één locatie. Doordat de elektronica in één centrale kast zit, zijn de individuele laadpalen compact en daarmee goedkoper aan te bieden. In Nederland was Arnhem de eerste gemeente waar een laadplein met 16 oplaadpunten op een openbaar parkeerterrein werd gerealiseerd.

### Stroomafnemer

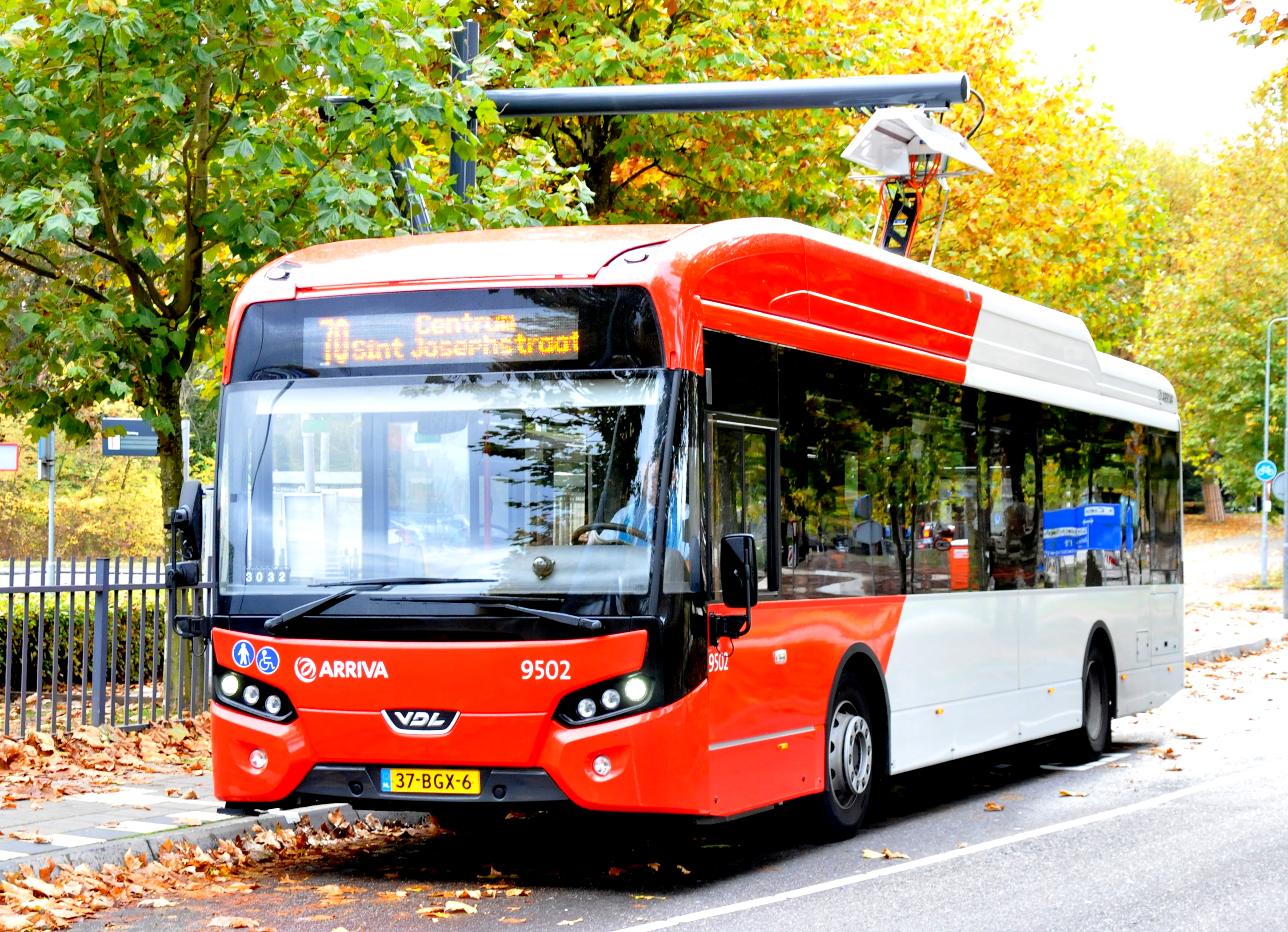
Stroomafnemer bovenop een lijnbus

Een stroomafnemer neemt via een boven- of onderleiding op bepaalde plekken elektriciteit af. Voor elektrische bussen is het periodiek laden van de accu de meest levensvatbare variant van het opladen. Het voertuig opladen bij de verschillende stop- en eindpunten zorgt ervoor dat de accu niet groot hoeft te zijn en doet over het algemeen een kleiner beroep op het elektriciteitsnet dan wanneer gekozen wordt voor de laadpaaltechniek.

### Inductieplaat
Een oplaadpunt met inductieplaat maakt het mogelijk op te laden met magnetische inductie zonder fysiek contact tussen het voertuig en het laadpunt. Deze techniek wordt nog weinig toegepast. In Rotterdam is eind 2016 een proef gestart.

## Laadnetwerken
Met de opkomst van elektrische voertuigen is er ook een steeds grotere behoefte aan lokaties waar deze opgeladen kunnen worden. De vraag of een netwerk dekkend is, heeft te maken met het aantal elektrische voertuigen en hun actieradius. Daarnaast is er de vraag of de oplaadpunten publiek toegankelijk zijn (wat de dekkendheid vergroot) of alleen voor private voertuigen aangelegd zijn. Mondiaal neemt het aantal laadpalen nog steeds toe.
Het gebrek aan laadpalen is een belemmering voor de groei van het elektrische voertuigenpark. De actieradius van elektrische voertuigen over kleiner dan die van voertuigen met fossiele brandstofmotoren. Ze moeten vaker worden opgeladen en de oplaadtijd is afhankelijk van de capaciteit van de batterij en het oplaadpunt. Beperkingen van de actieradius en bezorgdheid over de beschikbaarheid van oplaadstations remt de verkoop van elektrische auto's.
Noorwegen telde meer dan 22.000 openbare laadpunten per jaareinde 2022 en heeft daarmee een zeer dicht netwerk van oplaadpunten. Dit heeft mede geholpen de acceptatie van de elektrische auto te bevorderen, in 2022 was 80% van de nieuw verkochte auto's elektrisch.

### Europa
Per jaareinde 2019 waren er in de Europese Unie 185.000 openbare laadpalen, dit impliceert dat er gemiddeld een laadpaal is voor zeven auto's.
 De schatting voor het aantal benodigde palen in 2025 is 1,3 miljoen en voor 2030 is dit zo'n drie miljoen. 
De Europese Unie heeft in 2023 een plan aangenomen. Doel is om langs alle Europese snelwegen veel meer elektrische laadpalen te plaatsen. Voor het einde van 2027 moet ten minste iedere 60 kilometer een laadpaal staan.

### Nederland
In Nederland zijn diverse fabrikanten die laadpalen produceren en exploiteren. Laadpalen zijn te gebruiken door ieder merk elektrische auto. Tesla heeft een eigen netwerk van snelladers, genaamd superchargers. Voorheen waren die alleen door Tesla-voertuigen te gebruiken. Sinds 2022 zijn ze ook door elektrische auto's van andere merken te gebruiken Bij de gemeente kan een laadpunt aangevraagd worden als er geen laadpunt in de buurt is.
Ook in Nederland groeit het aantal oplaadpunten gestaag. Het opladen van bedrijfs- en vrachtwagens is een toenemende uitdaging mede door de beperkte capaciteit op elektrische netten, de netcongestie. In 2021 waren er in Nederland 85.453 (semi) publieke oplaadpunten, inclusief snelladers, en 221.000 particuliere laadpunten.

#### Betalen
Bij de meeste oplaadpalen in Nederland gaat betalen met een RFID-laadpas die het bedrag via automatische incasso afschrijft van de bankrekening van de elektrische rijder. Bij enkele types laadpalen kan geladen en betaald worden met een smartphone-app. Het tarief is per afgenomen kWh, dus onafhankelijk van de tijdsduur dat de auto verbonden is met de laadpaal. De tarieven zijn afhankelijk van de laadpaal, de exploitant van de laadpaal, de elektriciteitsleverancier, het soort abonnement en wel/niet starttarief. Daardoor ontstaan een ondoorzichtige tariefstructuur en sterk uiteenlopende tarieven. Om te voorkomen dat laadplaatsen en laadpalen bezet blijven als de accu al vol is, gaat NUON nieuwe laadpalen plaatsen waarbij niet alleen wordt betaald voor het laden van de accu, maar ook voor het aantal uren dat men ingeplugd is. Bij Pitpoint-MRA-Elektrisch-laadpalen staan vaste tarieven op de palen vermeld.
Met Nederlandse laadpassen of apps kan steeds vaker ook in het buitenland geladen worden. De Open Fast Charging Alliance is een samenwerkingsverband tussen Nederland, Frankrijk, Oostenrijk, Noorwegen en Zweden met doel snellaadstations toegankelijk te maken voor de deelnemende landen. Vooralsnog ontbreken België, Duitsland en Denemarken. Het is verstandig om de dekking die de verschillende MSP's (Mobility Service Provider) aanbieden per laadpas goed te vergelijken, dat geeft inzicht in de mogelijkheden.

## Verkeersborden

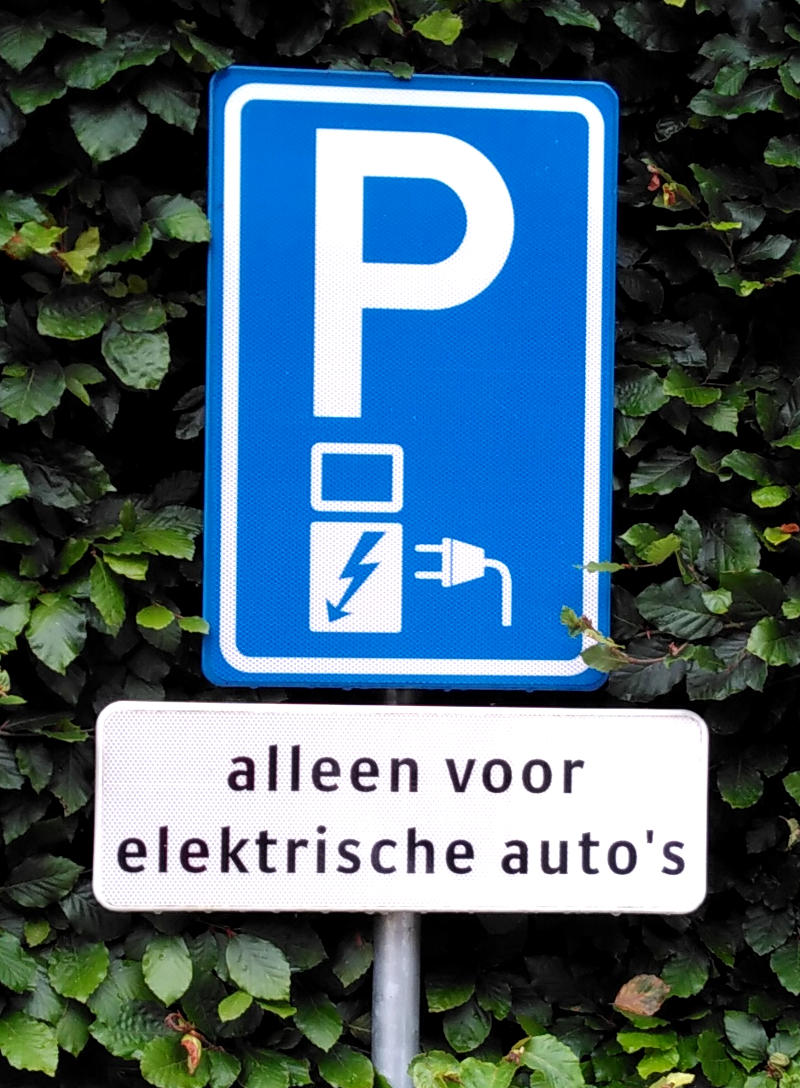
Parkeergelegenheid uitsluitend voor het opladen van elektrische auto's

Er bestaan in 2017 vijf verkeersborden voor parkeerplaatsen met een oplaadpunt voor elektrische auto's en een voor elektrische fietsen. Daarnaast zijn er een aantal varianten van deze borden in omloop. De regels voor betaald parkeren of exclusief  gebruik door elektrisch aangedreven voertuigen verschillen per gemeente en kunnen veranderen.
Langs autosnelwegen zijn symbolen ontwikkeld om op de bewegwijzering om weggebruikers op de aanwezigheid van laadpunten te attenderen. Het ontbreekt aan een internationale standaard. 

## Laad-apps
Elektrische auto's beschikken over meegeleverde navigatiesystemen die tevens laadpunten tonen. Daarnaast zijn er apps op de smartphone om laadpalen te vinden. Zowel bedrijven die laadpalen produceren of exploiteren, als onafhankelijke bedrijven brengen smartphone-apps of pc-software op de markt om laadpunten te vinden. De apps verschillen in compleetheid, nauwkeurigheid en informatie zoals de actuele status van een laadpunt (bezet/vrij). De producenten van de apps bieden vaak een eigen laadpas aan.